# Cleora melanochorda
Cleora melanochorda là một loài bướm đêm trong họ Geometridae.